# Gabe Amo
Gabriel Felix Kofi "Gabe" Amo, född 11 december 1987 i Pawtucket i Rhode Island, är en amerikansk politiker (demokrat). Han är ledamot av USA:s representanthus sedan 2023.
Amo gick i skola i Moses Brown School i Providence i Rhode Island och han avlade 2010 kandidatexamen vid Wheaton College i Massachusetts.
Amo vann fyllnadsvalet till USA:s representanthus i november 2023 som hölls efter att David Cicilline hade avgått som representanthusledamot den 31 maj 2023.